# Geograf (CAD)
GEOgraf ist ein CAD-Programm von HHK Datentechnik, das seit 1986 vor allem für die Vermessungstechnik entwickelt wird. 

## Details
Alle bisher entwickelten Module/Erweiterungen beschränken sich auf den Bereich Vermessung. Mit GEOgraf werden auch automatisierte Liegenschaftskartendaten und der Aufbau von GIS-Datenbeständen ermöglicht. Dazu stehen diverse Symbolbibliotheken zur Verfügung.
Seit der Zusammenarbeit mit der Firma AKG Software Consulting GmbH gibt es für GEOgraf VESTRA-Werkzeuge. Somit ist das Programm auch für die Planung von kommunalen und klassifizierten Straßen geeignet. Als Schnittstelle für den Datenim- und export ist das OKSTRA-Format implementiert. GEOgraf wird auch von Auszubildenden zum Vermessungstechniker in der Berufsschule verwendet. Rechenprogramme wie KIVID oder KAVDI werden häufig zusammen mit GEOgraf benutzt.
GEOgraf läuft auf PCs mit Windows 10 und Windows 11 (jeweils 64-Bit-Version).